# Jorge Paula
Jorge Paula (nascido em 8 de outubro de 1984) é um atleta português que representou Portugal nos 400 metros com barreiras masculinos nos Jogos Olímpicos de 2012. 